# Leuchter-Report
Der sogenannte Leuchter-Report von 1988 ist eine als Gerichtsgutachten verfasste und in Buchform verbreitete Holocaustleugnung. Der US-Amerikaner Fred A. Leuchter behauptet darin, in den Gaskammern der nationalsozialistischen Vernichtungslager könne wegen angeblich fehlender Blausäurespuren kein Massenmord an Menschen stattgefunden haben. Das Gutachten sollte den Holocaustleugner Ernst Zündel als Angeklagten in einem Gerichtsverfahren in Kanada entlasten, verfehlte jedoch seinen Zweck. Stattdessen wurde der Autor als Hochstapler überführt, der sich zu Unrecht als Ingenieur und Experte für Hinrichtungstechniken und toxische Stoffe ausgegeben hatte.
Die Verbreitung des „Leuchter-Reports“ ist in der Bundesrepublik Deutschland als Volksverhetzung strafbar.

## Entstehung
1988 wurde gegen Ernst Zündel, der damals im kanadischen Toronto wohnte, nach dem False-news-Gesetz wegen seiner holocaustleugnenden Aktivitäten Anklage erhoben. Zündel versuchte, die Öffentlichkeit dieses Prozesses zu seinem Vorteil zu nutzen. Er beauftragte Leuchter als Gutachter, der prüfen sollte, ob in den Gaskammern der NS-Vernichtungslager Menschen vergast wurden.
Leuchter hielt sich mit seiner Frau, einem Dolmetscher, einem Kameramann und einem Zeichner drei Tage im KZ Auschwitz-Birkenau sowie einen Tag im KZ Majdanek auf. Seine Nachforschungen waren weder von den Behörden noch von den Museumsleitungen autorisiert. Er entnahm Gesteinsproben von den Wänden der Überreste ehemaliger Gaskammern und Entwesungskammern. Seine Frau und der Dolmetscher passten nach eigenen Angaben an den Eingängen auf, um ihn gegebenenfalls zu warnen, dass jemand die illegalen Aktivitäten bemerken könnte. Am ersten Tag im Stammlager Auschwitz war zu viel Betrieb, und es konnten keine Indizien gesammelt werden. Somit stützt sich der Leuchter-Report auf Gesteinsproben, die ohne wissenschaftlich kontrollierbare Methodik in zwei Tagen aus unbekannten Gebäudeteilen entnommen wurden.

## Hauptthesen
Zyklon B war der Handelsname eines hochwirksamen Insektizids. Es bestand aus einem Trägermaterial in Form von Pellets, Kieselgur oder Pappe, das mit Blausäure (HCN) getränkt war und diese schon bei geringer Temperatur als Gas freisetzte. In Kontakt mit Eisen und Beton bildet Zyklon B Cyanid-Verbindungen. Da sich in den sogenannten Entwesungskammern, die im Konzentrationslager Auschwitz für die Entlausung von Kleidungsstücken eingerichtet worden waren, höhere Konzentrationen von Cyanid-Verbindungen befanden als in den Gaskammern der Krematorien I (befindlich im Stammlager Auschwitz I) und II bis V (befindlich im Nebenlager KZ Auschwitz-Birkenau), stellte Leuchter die Behauptung auf, dass in den Gaskammern der Krematorien keine Menschenvergasungen stattgefunden haben könnten. Seiner Meinung nach hätte also – wenn für so kleine Läuse solche großen Mengen an Zyklon B benötigt wurden – eine Vergiftung von Menschen noch viel mehr Blausäure beansprucht, und die Konzentration der Cyanid-Verbindungen in den Menschengaskammern hätte deutlich höher sein müssen.
Zyklon B kann mit Luft ein explosives Gemisch bilden. Die Gaskammern befanden sich in unmittelbarer Nähe der Krematorien. Leuchter erklärte, der Einsatz von Zyklon B in den Gaskammern der Krematorien sei schon deswegen unmöglich gewesen, weil die Verbindung von Zyklon B mit großer Hitze seine explosiven Eigenschaften auslöse.
Zyklon B benötige mehrere Stunden, um sich zu verflüchtigen. Augenzeugen berichten, die Gaskammern seien ca. 30 Minuten nach der Vergasung geräumt worden. Leuchter schloss daraus, dass es sich bei den Berichten nur um Erfindungen handeln könne. Die hohe Giftigkeit des Gases setze voraus, dass die Räumlichkeiten mindestens 10 Stunden belüftet würden. Somit hätte die Räumung der Gaskammern 30 Minuten nach der Vergasung den sicheren Tod des Räumkommandos bedeutet.

## Widerlegung
Der Chemiker Richard J. Green widerlegte zusammen mit Jamie McCarthy den Leuchter-Report in einem von David Irving angestrengten Prozess.
Leuchters Schlussfolgerung aus der Konzentration der Cyanid-Verbindungen wird allgemein nicht anerkannt. Blausäure ist für Warmblüter (und dazu gehören Menschen) deutlich giftiger als für Läuse. Von Ungeziefer befallene Kleidung musste daher erheblich länger und in erheblich höherer Konzentration dem Gas ausgesetzt sein. Um Läuse abzutöten, verwendet man das Gas in einer Konzentration von bis zu 16.000 ppm (parts per million, entsprechend 1,6 %) bei einer Anwendungsdauer von bis zu 72 Stunden. Hingegen sind schon 300 ppm über einen Zeitraum von 15 Minuten für Menschen tödlich.
Anders als bei einer Entlausung wurden in den Gaskammern der Krematorien geringere Mengen an Blausäure für einen kürzeren Zeitraum eingesetzt. Daher konnte die freigesetzte Blausäure bei den Vergasungen von Menschen nur wenige Cyanid-Verbindungen bilden.
Die für die Entlausung vorgesehenen Entwesungskammern waren zu Kriegsende intakt geblieben. Die Gaskammern der Krematorien versuchte die SS mehr oder weniger erfolgreich zu sprengen (von Krematorium II und III sind Teile zerstört, Krematorium IV und V sind Ruinen), um sie vor der anrückenden Roten Armee zu verbergen. Die zerstörten Gebäude waren somit über 40 Jahre lang Witterungseinflüssen ausgesetzt, ihre Wände sind zum Teil erheblich ausgewaschen worden.
Erhalten geblieben ist die Gaskammer des Krematoriums I im Stammlager Auschwitz. Nach der Errichtung des Nebenlagers Birkenau war ihre Funktion als Gaskammer überflüssig, es wurde ein Schutzbunker daraus gebaut. Nach dem Krieg wurde die ursprüngliche Version der Gaskammer für die Besucher des Konzentrationslagers Auschwitz wieder errichtet. Auch ihre Wände enthalten Spuren von Cyanid-Verbindungen, die geringe Konzentration erklärt sich hier aus dem Umstand, dass diese Gaskammer nur kurze Zeit in Betrieb war und zum Schutzbunker umfunktioniert wurde. Die geringeren Konzentrationen sind somit aus mehreren Gründen in Vergasungskammern zu erwarten und daher kein Hinweis, dass die Vergasungen nicht stattgefunden haben können.
Leuchters Schlussfolgerungen in Bezug auf die Explosionsgefahr werden nicht anerkannt, weil ein Luft-Zyklon B-Gemisch nur bei entsprechend hoher Konzentration von Zyklon B explosiv ist. Blausäure ist in einer Konzentration von 300 ppm (0,03 %) für Menschen nach wenigen Minuten tödlich; die für eine Explosion nötige Minimalkonzentration von Blausäure liegt jedoch bei 56.000 ppm (5,6 %). Das für die Tötung eingesetzte Gasgemisch konnte daher in direkter Nähe zu den Krematorien ohne Explosionsgefahr eingesetzt werden.
Bezüglich der beobachteten Zeitspanne nach der Ermordung und der Räumung der Gaskammern wird Leuchters Aussage dahingehend kritisiert, dass in den Gaskammern Entlüftungsanlagen (Absaugeinrichtungen, die nach dem Vorgang der Vergasung durch Zyklon B den Raum in kurzer Zeit entgiften sollten) eingebaut waren. Die Giftigkeit war durch langjährige Erfahrungen mit der Entlausung von Kleidungsstücken bekannt, deshalb wurden vorsorglich Maßnahmen getroffen, die die Notwendigkeit einer längeren Außerbetriebnahme überflüssig machten. Außerdem wurden bei der Räumung der Gaskammer häufig zusätzlich Gasmasken eingesetzt.
Die heute gültige maximale Arbeitsplatz-Konzentration beträgt für Blausäure 10 ml/m³ = 10 ppm = 11 mg/m³. Dieser Wert wird in geschlossenen Räumlichkeiten sehr schnell unterschritten, wenn Luft aus der Umgebung in den Raum eintritt. Hinzu kommt, dass Blausäure unter Normalbedingungen bereits bei 25,7 °C siedet und sich deshalb in der Nähe dieses Temperaturbereiches wie ein Dampf verhält. Ein dauerhaftes Verbleiben des Stoffes innerhalb der Gaskammern über einen längeren Zeitraum war daher zu keinem Zeitpunkt zu erwarten. Eine Räumung nach 30 Minuten ist demnach kein Indiz für eine Erfindung, sondern mit den technischen Gegebenheiten der Gaskammern völlig vereinbar.
1994 wurde eine detaillierte Studie des Forensischen Institutes in Krakau zu diesem Themenkomplex erstellt. Gemäß dieser Studie waren mittels einer präzise kalibrierten Methode lösliche Cyanide sowohl in den Entwesungskammern als auch in den Gaskammern nachweisbar. Vergleichsproben aus nicht begasten Gebäuden im KZ Auschwitz-Birkenau enthielten diese Cyanide nicht. Die Auswaschung durch Regen wurde dabei ebenfalls untersucht und berücksichtigt.

## Richterliche Bewertung
Das kanadische Gericht stufte das Gutachten Leuchters und seine mündlichen Zeugenaussagen insgesamt als unglaubwürdig ein. In seiner Urteilsbegründung führte der vorsitzende Richter dazu aus:

„Es ist seine in dem Report geäußerte Meinung, dass es dort niemals Vergasungen oder Hinrichtungen gegeben habe. Meiner Meinung nach und nach dem, was hier vorgetragen wurde, liegt es jenseits seiner Befähigung, eine solche Meinung begründet vertreten zu können ... Es mangelt ihm an Kompetenz zu beurteilen, was an den besagten Orten durchgeführt werden konnte oder nicht, wie er in seinem Bericht pauschal behauptet.“

Zündel wurde nach dem kanadischen false-news-Gesetz wegen „Verbreitung falscher Nachrichten“, also wegen seiner holocaustleugnenden Aktivitäten, verurteilt.

## Rezeption
Viele Geschichtsrevisionisten und Holocaustleugner bezogen oder beziehen sich auf den „Leuchter-Report“. Der frühere NPD-Vorsitzende Günter Deckert übersetzte den Text ins Deutsche und lud Fred Leuchter zu Vorträgen nach Deutschland ein. Er wurde nach Veranstaltungen, bei denen er und Leuchter den Holocaust leugneten, vom Bundesgerichtshof 1994 letztinstanzlich wegen Volksverhetzung verurteilt. Dem Urteil waren Freisprüche in früheren Instanzen vorausgegangen. Sie führten dazu, dass Holocaustleugnung als spezifischer Straftatbestand in Paragraf 130 StGB aufgenommen wurde.
David Irving verbreitete den „Leuchter-Report“ 1989 in Großbritannien und schrieb ein zustimmendes Vorwort dazu. Er trat in der Folgezeit oft mit Leuchter zusammen als Holocaustleugner hervor. Er plante, den Leuchter-Report 1991 zum Hauptthema eines internationalen Holocaustleugner-Treffens in München zu machen („Leuchter-Kongress“). Das Treffen wurde verboten. Leuchter wurde wegen Volksverhetzung und Verunglimpfung des Andenkens Verstorbener angeklagt und verhaftet, aber gegen Kaution entlassen. Er floh daraufhin in die USA.
Richard Williamson, ehemaliger Bischof der Piusbruderschaft, berief sich seit 1988 für seine wiederholten Holocaustleugnungen auf den Leuchter-Report.
Am 15. Juni 1989 erschien im Samisdat-Verlag Ernst Zündels (Hamilton, Ontario) ein weiteres Pamphlet Leuchters mit dem Titel: Der zweite Leuchter-Report. Dachau, Mauthausen, Hartheim. Darin versuchte er auch die technische Machbarkeit der dortigen Massenmorde an Juden und Behinderten (NS-Tötungsanstalt Hartheim) mit pseudowissenschaftlichen Argumenten zu bestreiten. Diese Schrift fand jedoch nicht die gleiche Resonanz wie die erste.
Das 1992 publizierte Rudolf-Gutachten des Chemikers Germar Rudolf sollte die Thesen des Leuchter-Reports untermauern, wurde aber von Richard Green und anderen Experten detailliert widerlegt und als pseudowissenschaftlich beurteilt.
Etwa gleichzeitig veröffentlichte Walter Lüftl, Präsident der österreichischen Bundesingenieurkammer, den Text „Holocaust. Glaube und Fakten“. Der Text wurde als „Lüftl-Report“ bekannt und argumentiert teilweise ähnlich wie der Leuchter-Report. Der Chemiker Josef Bailer widerlegte die zentralen Punkte des Lüftl-Reports.
Der Historiker Ernst Nolte erklärte in einem Interview 1994, der Leuchterreport sei eventuell bedeutsam für die Geschichtswissenschaft, da Leuchter die Gaskammern als Erster auf Blausäurespuren untersucht habe. Zwar sei der Report nicht als wissenschaftliche Untersuchung anzusehen, aber er sei „ein Ansatz“, weil Cyanidspuren fast unzerstörbar seien. Er stimmte damit indirekt Leuchters Behauptung zu, dass sämtliche Cyanidspuren fehlten und die Wissenschaft dies erst noch erklären müsse. Jedoch hatten Georges Wellers (1990) und Werner Wegner (1991) diese Behauptung bereits widerlegt. Wegners Aufsatz dazu war in einem Buch erschienen, in dem auch Nolte einen Aufsatz veröffentlicht hatte.